# Jacques Weil
Pour les articles homonymes, voir Weil.
Jacques Weil, né le 28 avril 1893 à Berne (Suisse) et mort le 22 juillet 1969 à Paris, est un homme d’affaires suisse d’origine juive qui, pendant la Seconde Guerre mondiale, se met au service de la Résistance en France. À partir du 28 juin 1940, il y consacre tout son temps, son activité et ses ressources personnelles : il crée des réseaux de renseignements au profit de l’Intelligence Service et il les reconstitue à plusieurs reprises lorsqu’ils sont décimés par des arrestations ; il forme et dirige des groupes action dans plusieurs régions de la zone nord, et les met au service des réseaux du SOE britannique ; il fournit des renseignements utiles pour la libération de Montbéliard et de Belfort.

## Biographie

### Premières années
De père Suisse et de mère Alsacienne, Jacques Weil naît le 28 avril 1893 à Berne (Suisse). Il est élevé à Montreux.
Il suit ses parents qui se fixent à Paris en 1902, au 32 rue de Bellefond (9e). Après son certificat d'étude, il fait carrière dans le commerce international avec les États-Unis.

### Seconde Guerre mondiale
En juin 1940, son usine de soie artificielle en Normandie est bombardée.
À partir du 28 juin 1940, à l’âge de 47 ans, il s’engage dans une activité clandestine d’espionnage militaire en utilisant, pour transmettre ses messages à Londres, les services d’un épicier d’Asnières d’origine britannique, qui possède un poste émetteur-récepteur. Les renseignements qui lui sont demandés portent sur les mouvements des Allemands en Normandie et dans la zone interdite de la côte du Pas-de-Calais. Il doit également recruter des contacts et des sympathisants pour former des groupes d’espionnage.
Sollicité par Jean Worms et Sonia Olschanesky qui veulent s’engager, il les recrute comme collaborateurs directs. Il recrute également Fernand Le Caïd et Toni le Tchèque comme gardes du corps.
Fin 1940, Fernand le Caïd le met en relation avec Pierre Blanc, propriétaire d’une bijouterie près de la porte Saint-Denis. Comme Blanc possède un opérateur radio en contact avec l’Angleterre, Weil accepte la fusion de leurs deux réseaux. Weil et Blanc rencontrent, sur un bateau au milieu de la Manche, un représentant de l’Intelligence Service, qui leur remet un poste radio et leur indique le type de renseignements attendus et les modalités de transmission des renseignements et des documents. Pierre Blanc est arrêté mi 1941, privant Weil de moyens de communication avec Londres.
Du 15 juin 1941 au 31 mai 1942, il se met à la disposition du réseau Famille-Martin. Il assiste le chef de réseau Jean David. Il recrute des agents dont Claire Monis qui sera arrêtée le 22 juin 1942. Il met au point l’évasion d’un ingénieur d’aéronautique réclamé par les services alliés à Londres. Il franchit de nombreuses fois la ligne de démarcation. Il réussit à capter la confiance d’un officier de la Wehrmacht et à lui dérober des documents importants qu’il fait parvenir à Londres.
À partir de juin 1942, il est en relation avec la section F du SOE, qui le charge de former des groupes action. Il se sert de ses relations pour établir de tels groupes à Paris, en Normandie (Évreux, Vernon, Louviers, Falaise), en Champagne (Châlons-sur-Marne, Vitry-le-François). En octobre 1942, Andrée Borrel, qui a été parachutée quelques jours avant, prend contact avec lui pour préparer l’arrivée de Francis Suttill comme chef du réseau Prosper-PHYSICIAN et lui donne des nouvelles de Jean Worms qui se trouve à Londres et dont elle prépare aussi l’arrivée. En novembre 1942, Jacques Weil rencontre Francis Suttill et accepte de s’associer avec lui, mais sans renoncer à ses activités de renseignements.
Fin janvier 1943, Jacques Weil retrouve Jean Worms et apprend les détails de son parcours depuis son départ. Pour constituer le réseau Robin-JUGGLER que le SOE a demandé à Jean Worms de former et de diriger, celui-ci s’associe de nouveau avec Jacques Weil, qui met à sa disposition les groupes action qu’il a formés et qui sont déjà en liaison avec Londres par l’intermédiaire du réseau Prosper-PHYSICIAN, notamment son opérateur radio Gilbert Norman, alias Archambaud. Il tente à 2 reprises de faire évader Germaine Tambour et sa sœur de la prison de Fresnes.
À l’été 1943, le démantèlement des réseaux (Prosper, Robin, etc.), notamment l’arrestation de Jean Worms le 1er juillet 1943, conduit Jacques Weil à retourner en Suisse le 1er août, sans convaincre Sonia Olschanesky de faire de même. Il prévient la police suisse et entre en relation avec la Légation britannique à Berne. Il maintient les contacts avec la Résistance française et donne des ordres et des instructions conformément aux directives qu’il reçoit.
Il reçoit l’ordre de prendre en mains et de reconstituer des groupes décimés dans le Jura, de les organiser et de les armer.
Il prend part, avec les maquis qu’il a formés, aux combats de la Libération. Il est ensuite chargé de diriger la mission Étoile, qui fournit des renseignements utiles pour la libération de Montbéliard et de Belfort.

### Après la guerre
Le 18 octobre 1944, il est arrêté dans son appartement de Lausanne. Les charges retenues contre lui sont : 1°) avoir participé à des opérations militaires en pays étranger ; 2°) avoir commis des actes d’hostilité avec une puissance belligérante (Allemagne) ; 3°) espionné aux dépens d’un état étranger  (Allemagne) ; 4°) avoir procédé à des passages illégaux de la frontière franco-suisse ; 5°) avoir violé les secrets de la Défense Nationale Suisse. Le 16 avril 1946, Jacques Weil et sa sœur sont cités devant un tribunal militaire à Neuchâtel. Devant une cour constituée de cinq colonels, il est condamné, et pour les seuls trois premiers chefs d’accusation, à six mois d’emprisonnement (moins 74 jours de garde à vue), avec suspension de la sentence sous condition de bonne conduite pendant trois ans.
Il revient à Paris où il installe une firme d’import-export, redevenant un homme d’affaires international. Il est naturalisé français en 1950.
En avril 1957, il fait partie des quelques personnalités de la Résistance qui sont présentées à Sa Majesté la Reine Élisabeth II et au duc d’Édimbourg, à l’occasion de la visite royale à Paris.
Il accepte d’aider Charles Wighton (un Écossais directeur d’une firme de la City de Londres) à écrire sa biographie. Mais il demande à y rester anonyme (il y est désigné sous le pseudo « Robin », qui est le nom du réseau SOE dont il a été membre), et de masquer les noms de certains de ses camarades de combat (notamment Jean Worms y est appelé « Jules »). Le livre est publié en anglais en 1959, et la traduction française paraît en 1967.
Jacques Weil meurt le 22 juillet 1969 à Paris 10ieme.

## Identités
- Jakob dit Jacques Weil : nom de naissance
- Jacques Walter, de Strasbourg : fausse identité de pro-nazi déclaré utilisée pour ses contacts avec les Allemands en France.
- Robin: nom identique à celui de son réseau SOE (nom complet du réseau : Robin-JUGGLER), au premier semestre 1943 ; pseudo également utilisé dans le livre de Charles Wighton pendant toute la période de la guerre.
- Jacques Robin : pseudo utilisé après son retour en Suisse et utilisé dans son dossier personnel SOE aux National Archives.

## Reconnaissance

### Décorations
- France : 
  - Chevalier de la Légion d’honneur, décret du 7 juin 1952, publié au JO le 10 juin 1952
  - Croix de guerre 1939-1945 avec étoile de vermeil (1er octobre 1949).
  - Medaille de la Résistance [12](décret du 31 mars 1947 publié au JO du 13 juillet 1947)
- Royaume-Uni : 
  - OBE (officier dans l’Ordre de l’Empire britannique)

### Témoignages
Maurice Buckmaster, qui a été le chef de la section F du SOE a écrit, le 16 mai 1945 :
« Je soussigné, Maurice J. BUCKMASTER, Colonel de l’État-Major du War Office de Londres, certifie que Monsieur Jacques WEIL a rendu de très grands services à la cause alliée, et ceci depuis le 29 juin 1940 jusqu’à la libération. En plus, il a été volontaire de continuer la lutte avec la mission Étoile et a contribué très largement à la libération de Montbéliard et de Belfort. Les renseignements militaires qu’il a fournis ont été d’une aide précieuse à l’État-Major du Général de Lattre de Tassigny. Nous avons la plus grande estime pour les services de Monsieur Jacques WEIL qui a tout donné pour la cause des Alliés et, par suite de ses activités, a perdu la plus grande partie de ce qu’il avait. »

Mémoire de proposition pour la Médaille de la résistance (1 Octobre 1946)
"Depuis 1940 dans la Résistance, fournissant des renseignements de première utilité. Faisant partie du groupe de Gauthier, échappe à la Gestapo lors de l'arrestation des membres de ce groupe. Finance un ingénieur afin que ce dernier puisse échapper aux Allemands et gagner l'Angleterre.Reçois les ordres de la section française de Londres par le parachutage de Jean Worms et doit organiser le Groupe ROBIN (Juggler) (Décembre 1942). Se met en contact avec le groupe de l'Eure, celui de Chalon sur M. et assiste à tous les parachutages importants et difficiles.Le groupe Prosper ayant été dispersé par l'arrestation du Chef, il essaie de sauver le sien qui était en liaison étroite avec ce dernier. Son Second est arrêté également, il reçoit l'ordre de partir et de continuer sur un autre théatre d'opération.Il part en laissant des ordres précis et des liaisons sérieuses sur lesquelles il peut compter. Arrivé en Suisse, chaque nuit, il passe la frontière et reste en contact avec son groupe jusqu'a l'arrestation des autres membres en Janvier 1944.Il continue le contact avec les liaisons sauvées et continue la lutte dans un autre secteur : le Jura.
Chef de grande envergure, ne ménageant ni sa peine, ni sa personne, a été un entraineur d'hommes."

## Famille
● Son père : Simon Weil, né le 11 août 1862, à Buchholterberg, Suisse
● Sa mère : Henriette (dite Rose) Roos (1862-1944), née à Romanswiller en Alsace, décédée à Quatzenheim en Alsace, France
● Ses sœurs : Madeleine Weil née en 1898, Esther Blanche Weil (épouse Solovici) née le 13 mai 1890 à Berne, Suisse
● Son beau-frère : Adolphe Solovici (1889-1990) ,
● Son neveu : Jean-Claude Solovici.

### Livres
- Charles Wighton, Le Saboteur. L’histoire de "Robin" agent de l’Intelligence Service et chef de la Résistance française, préface du capitaine Peter Churchill DSO, traduit de l’anglais par Jacques Kohlmann, collection « La Guerre secrète », Fayard, 1959.
- John Vader, Nous n’avons pas joué. L’effondrement du réseau Proper 1943, traduction, notes et annexes de Charles Le Brun, Le Capucin, 2002,  (ISBN 2-91-3493-41-6).

### Document
- (en) Lt. Col. E.G. Boxshall, Chronology of SOE operations with the resistance in France during world war II, 1960, document dactylographié (exemplaire en provenance de la bibliothèque de Pearl Witherington-Cornioley, consultable à la bibliothèque de Valençay). Voir sheet 52, JUGGLER CIRCUIT.

### Archives
- 19303 x 49-75 dossier de naturalisation française, aux Archives Nationales, Pierrefitte France
- HS 9/1569/9, dossier personnel de « Jacques Weil, aka[8] Jacques Robin », aux National Archives britanniques, Kew.
- 16 P 295756, dossier personnel au Service historique de la Défense, Vincennes.
- 17 P 43, dossier du réseau ROBIN (en fait réseau Buckmaster Robin-JUGGLER)
- 19800035/982/13732 :  https://www.leonore.archives-nationales.culture.gouv.fr/ui/notice/378608 dossier de chevalier de la Légion d'Honneur
- 72 AJ/40, dossier aux Archives nationales (France) à Pierrefitte. Il comprend notamment :
  - 72 AJ/40/I/pièce 16 : lettre de Marcel Gouju du 3 février 1978 à Marcel Baudot, apportant quelques précisions au livre Le Saboteur de Charles Wighton.
  - 72 AJ/40/II/pièce 4a : Témoignage de Mme Géraud, 50 rue Paradis, vue par Mlle Patrimonio les 8 et 10 juillet 1947